# Bronków
Bronków (dawne niem. nazwy Brancke, Branke, Branck, Brankow, Branckow, Draussen, Wendisch Bramke) – wieś letniskowa w Polsce położona w województwie lubuskim, w powiecie krośnieńskim, w gminie Bobrowice. W latach 1946–1950 była położona w województwie poznańskim a w latach 1950–1998 w województwie zielonogórskim. Zlokalizowana jest pomiędzy jeziorami Piaszno (Bronków Mały 25,4 ha) i Błeszno (Bronków 51,9 ha). Wraz z przysiółkami Kołatka i Bronkówek tworzy sołectwo Bronków.
Jedyny dojazd drogą powiatową od Dychowa, wsi leżącej przy drodze powiatowej relacji: droga krajowa nr 32 – Bobrowice (powiat krośnieński). Istnieje możliwość dojazdu komunikacją autobusową z Krosna Odrzańskiego.

## Historia, położenie i atrakcje turystyczne
Bronków jako Brancke wieś z kościołem (Pagus cum templo) pojawia się już na mapie Willema i Joana Blaeu z 1645 roku.
Na mapie księstwa krośnieńskiego Friedricha Bernharda Wernera z 1746 roku występuje pod nazwą Branke.
Kolejna mapa wchodzi w skład Atlasu Śląska wydanego w 1752 roku przez norymberski zakład kartograficzny Spadkobierców Homanna (z datą 1750). Sporządził go niemiecki matematyk, astronom i kartograf Johann Matthias Hase (1684–1742) na podstawie map porucznika inżynierii Johanna Wolfganga Wielanda (1673–1721) i porucznika Matthäusa von Schubartha.
Na mapie Franza Ludwiga Gussefelda z 1773 roku występuje pod nazwą Branck.
Z 1809 roku pochodzi wydany przez Verlag des Geographischen nstituts Weimar wojskowy atlas topograficzny „Topographisch –militarischer Atlas von dem souverainen Herzogthume Schlesien”. Atlas składa się z 26 sekcji o wymiarach 40,3 x 30,5 cm w skali 1: 200 000. Sekcja 3 obejmuje obszar okolic Bronkowa (Brankow).
Przy kościele pod lasem zlokalizowany jest cmentarz, w miejscu zlikwidowanego w latach powojennych cmentarza niemieckiego. Przy wejściu stoi obelisk z nazwiskami poległych w I wojnie światowej w latach 1914–1918 mieszkańców Bronkowa.
W latach międzywojennych Bronków stanowił ośrodek eksploatacji torfu. Na wschód od wsi znajdują się wzniesienia morenowe z górą Kępniak (112 m n.p.m.). Około 30 metrów od szczytu można obejrzeć pozostałości – zniszczonej w 2003 roku – drewnianej wieży obserwacyjnej. Okoliczne Bory Zielonogórskie obfitują w zwierzynę łowną, ptactwo, grzyby i jagody. Wycieczki po lasach ułatwiają, zlokalizowane na skrzyżowaniach duktów leśnych kamienne drogowskazy. W pobliżu wsi leżą – przystosowane dla wędkarzy – stawy hodowlane pstrąga i karpia. Obszar w okolicach Bronkowa o powierzchni 3529 ha Rozporządzeniem Nr 3 Wojewody Lubuskiego z 17 lutego 2005 r. zaliczono do obszarów chronionego krajobrazu pod pozycją 26 "Bronków – Janiszowice". 2283,2 ha to lasy, 940,8 ha użytki rolne, a 220,5 ha to wody. 5 km na zachód od Bronkowa znajduje się leśno-faunistyczny Rezerwat przyrody Dębowiec.
Leśnictwo Bronków łącznie z leśnictwami Bobrowice, Brzeźnica, Brzózka, Czarnowo, Gozdno, Kukadło, Lubiatów, Łąkowa, Pław, Strużka, Szczawno, Wełmice i Wężyska tworzą Nadleśnictwo Brzózka.
Istnieje możliwość noclegu w jednym z kilku gospodarstw agroturystycznych, lub w odległym o około 4 km (położonym nad zbiornikiem szczytowo-pompowej elektrowni wodnej Dychów) pensjonacie. Przy gospodarstwie położonym na zachodnim skraju wsi znajduje się stadnina koni z możliwością noclegu i barem. Wieś posiada własne ujęcie wody z wodociągiem oraz sieć kanalizacji sanitarnej z oczyszczalnią ścieków. Działa tu jednostka Ochotniczej Straży Pożarnej. Trzykrotnie Bronków był miejscem Zjazdu Drogowców (5-7 grudnia 2003 r., 27-29 stycznia 2006 r. oraz 25-27 stycznia 2008 r.). Od kwietnia 2011 roku we wsi istnieje grający w piłkarskiej B-klasie Ludowy Klub Sportowy „Piaszno”.

## Liczba ludności
| Dane historyczne                         | Dane historyczne | Dane historyczne |
| Rok                                      | Ludność          | Zm., %           |
| ---------------------------------------- | ---------------- | ---------------- |
| 1910                                     | 428              | –                |
| 1933                                     | 471              | 10%              |
| 1939                                     | 469              | −0,4%            |
| 2007                                     | 320              | −31,8%           |
| 2010                                     | 318              | −0,6%            |
| 2011                                     | 309              | −2,8%            |
| 2018                                     | 308              | −0,3%            |
| 1910, 1933, 1939, 2007, 2010, 2011, 2018 |                  |                  |